# Rhônecultuur
De Rhônecultuur was een archeologische cultuur uit de vroege bronstijd (c. 2200 -1500 v.Chr.) in het oosten van Frankrijk en het westen van Zwitserland, gecentreerd langs de rivier de Rhône. De cultuur ontwikkelde zich vanuit de lokale klokbeker- en  Saône-Rhônecultuur, mogelijk met verdere migraties vanuit Midden-Europa. Volgens Sergent (1995) vertegenwoordigt de Rhônecultuur een zuidelijke variant van de Úněticecultuur. Metaalbewerking en aardewerk van de Rhônecultuur lijken vooral op die van de Straubing-groep in Beieren.
De met goud ingelegde Thun-Renzenbühl-bijl (c. 1800 v.Chr.), gevonden in de buurt van Thun en toegeschreven aan de Rhônecultuur, is een van de vroegste voorbeelden van damasceren ter wereld. 

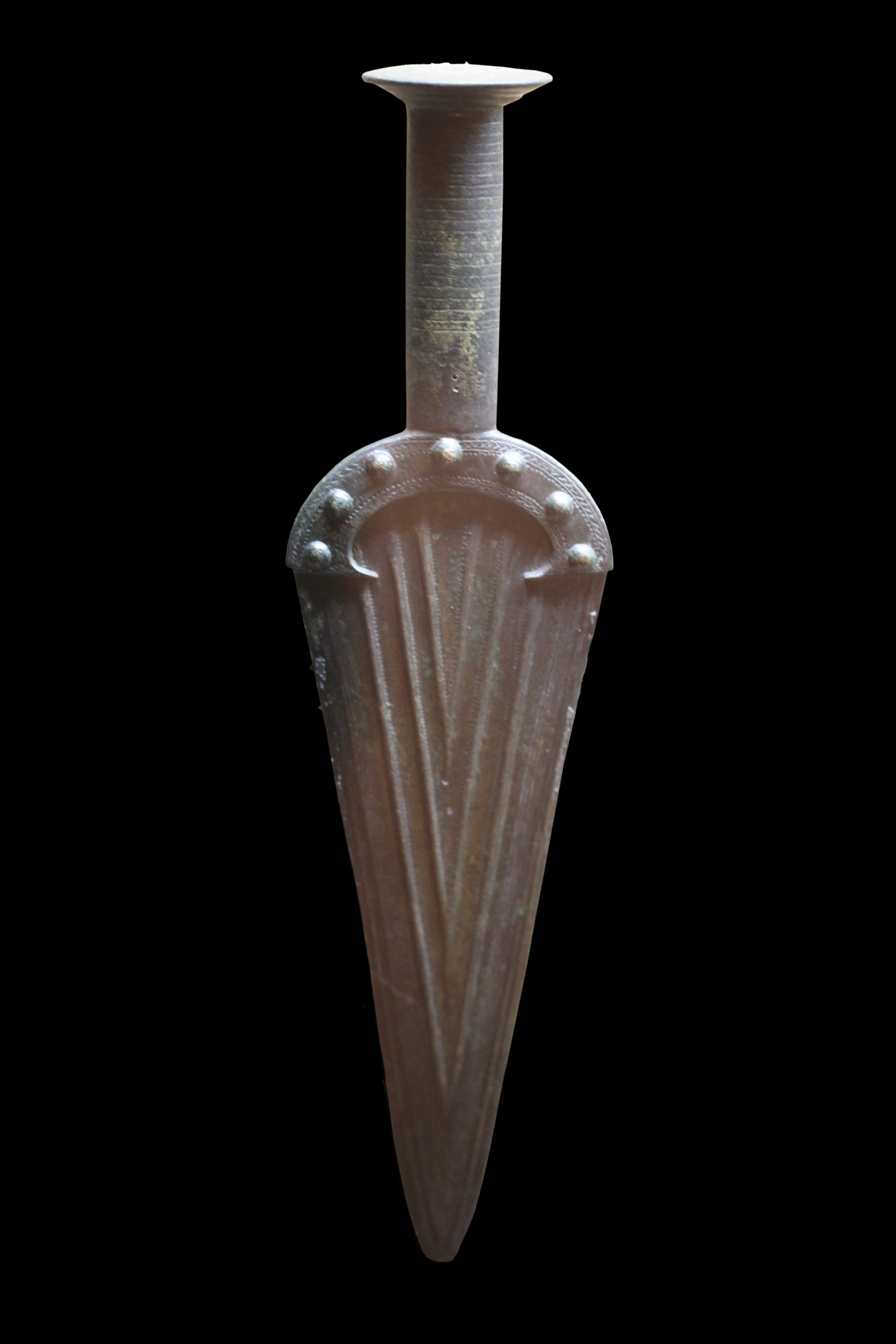
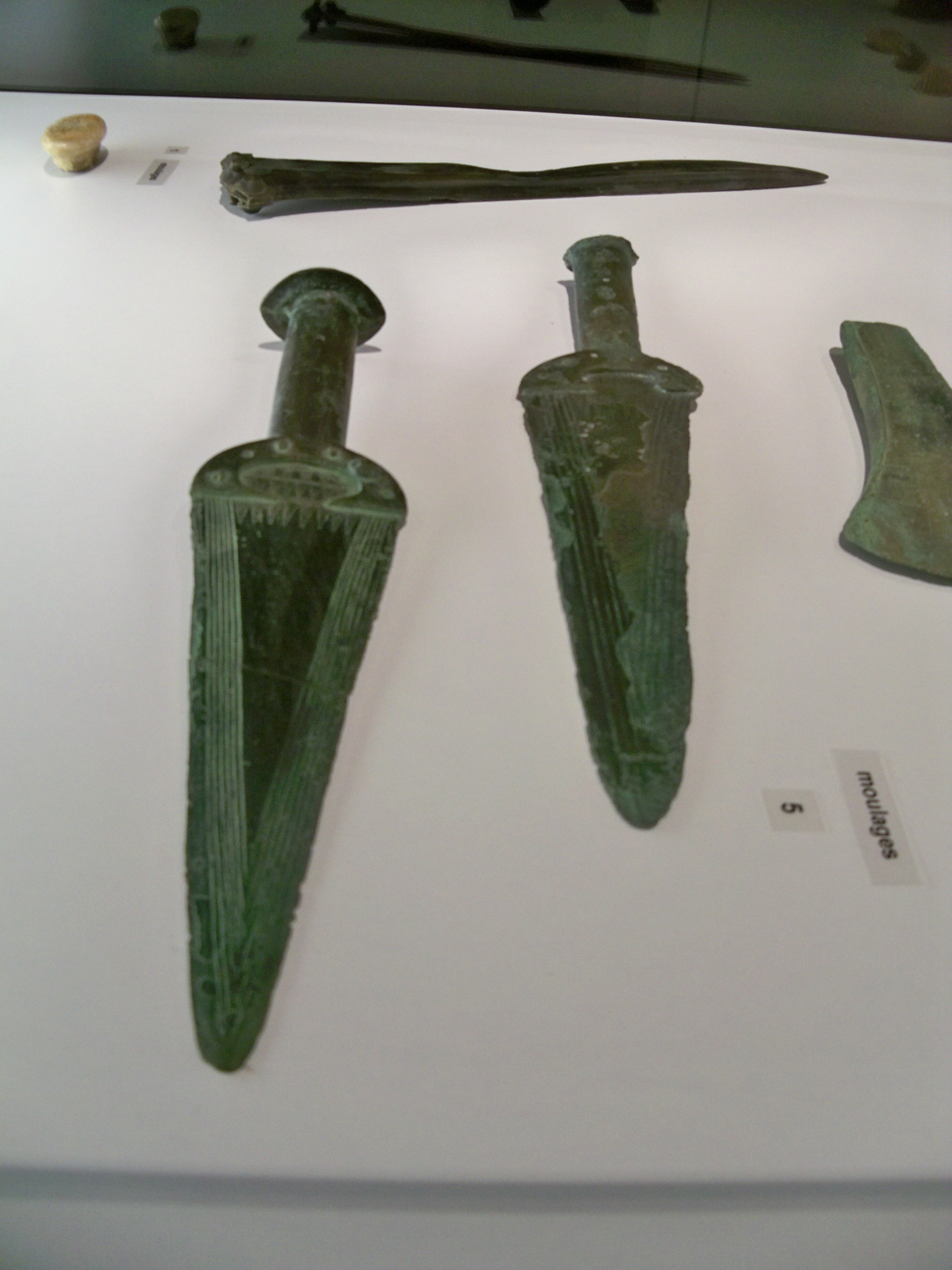
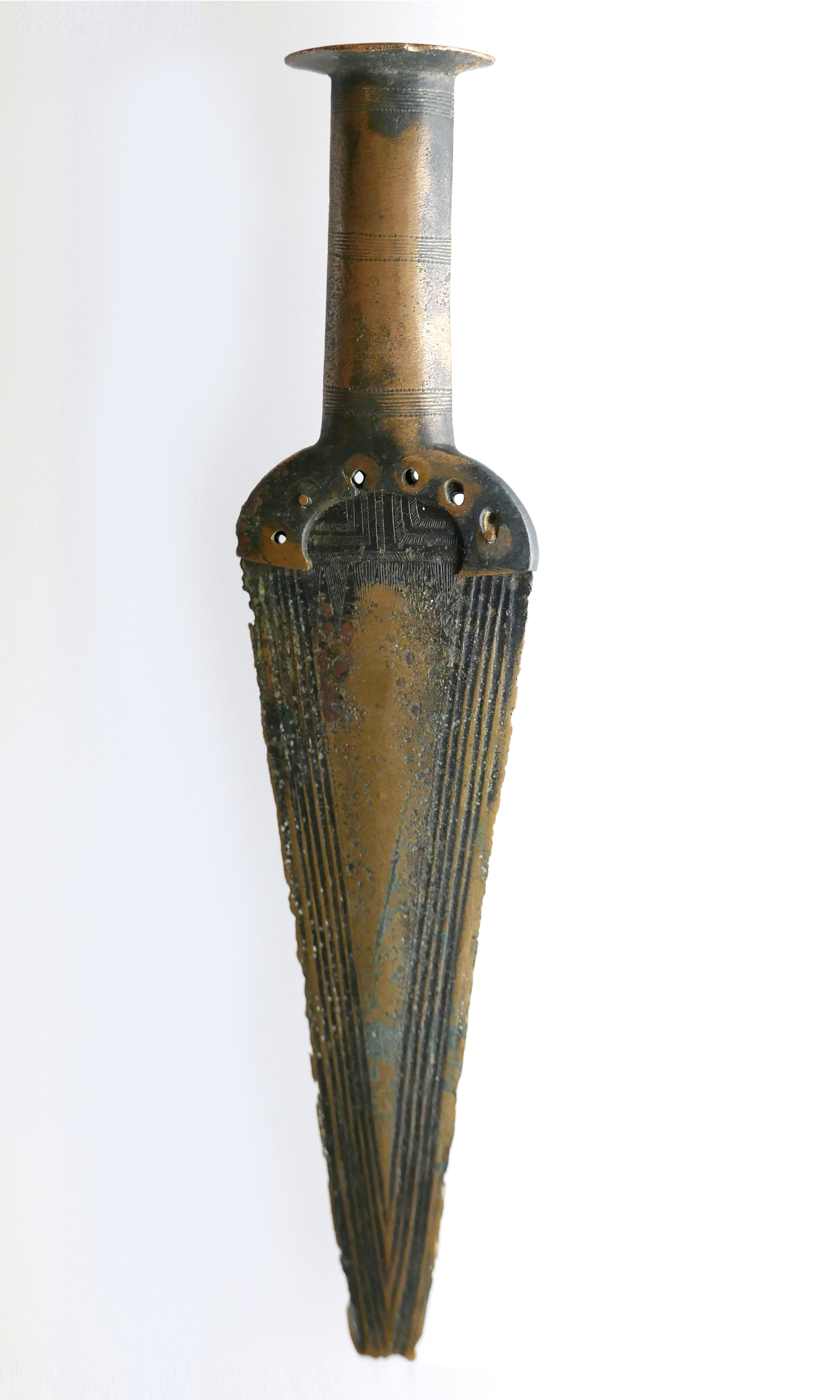
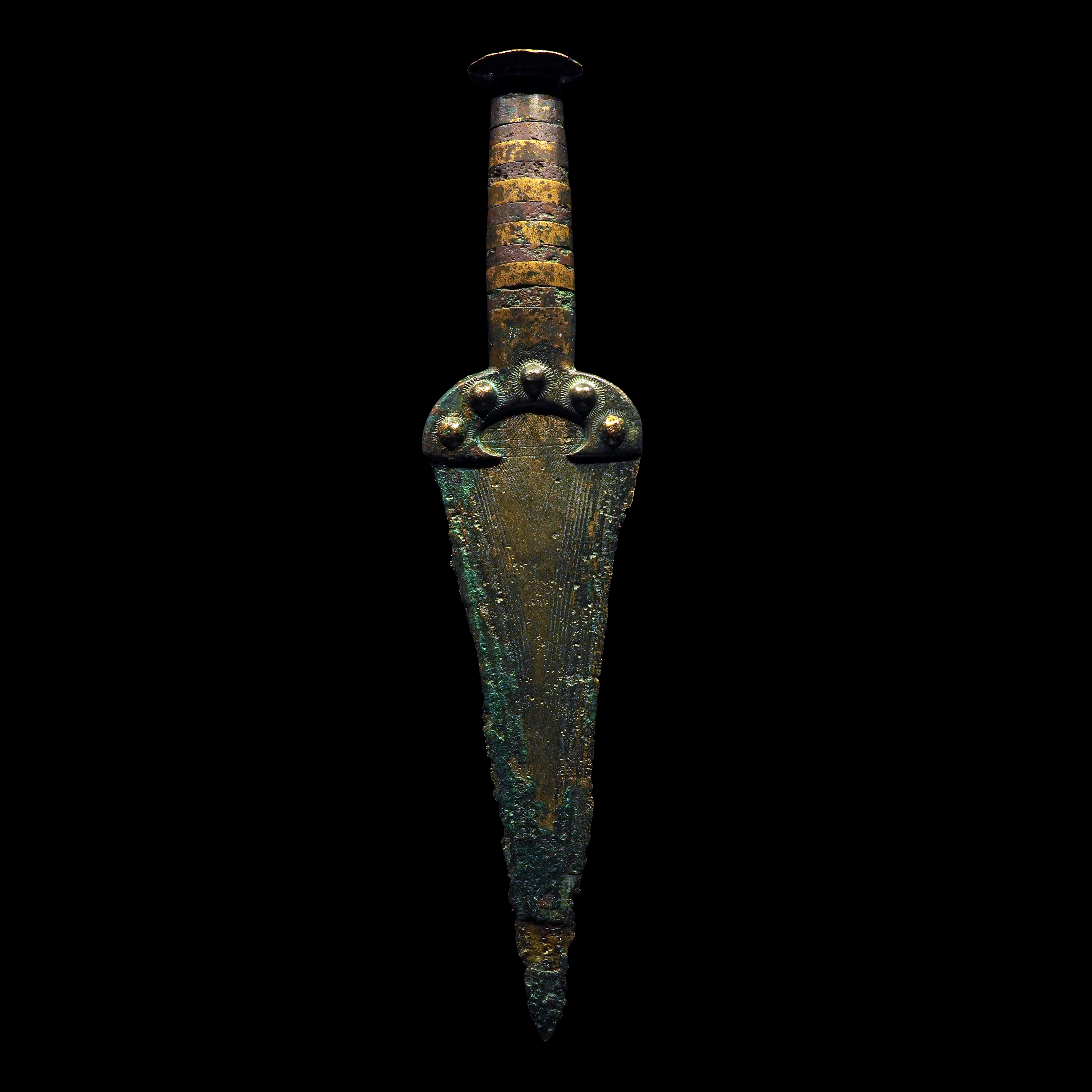
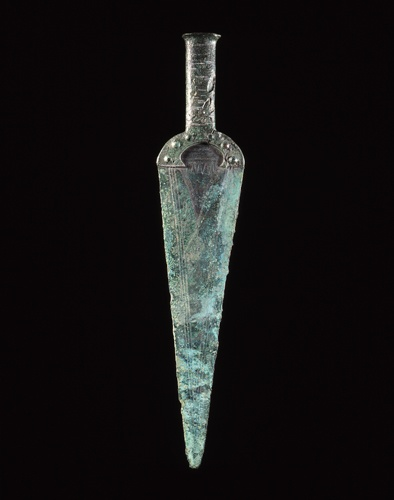
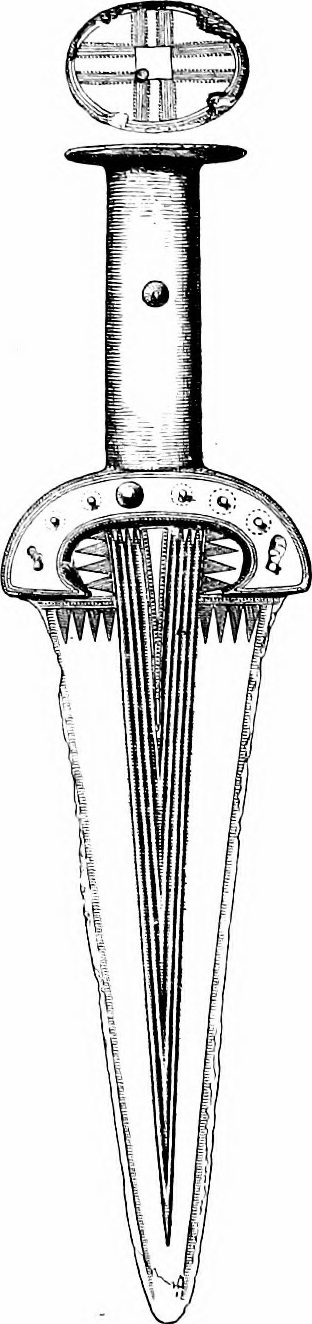
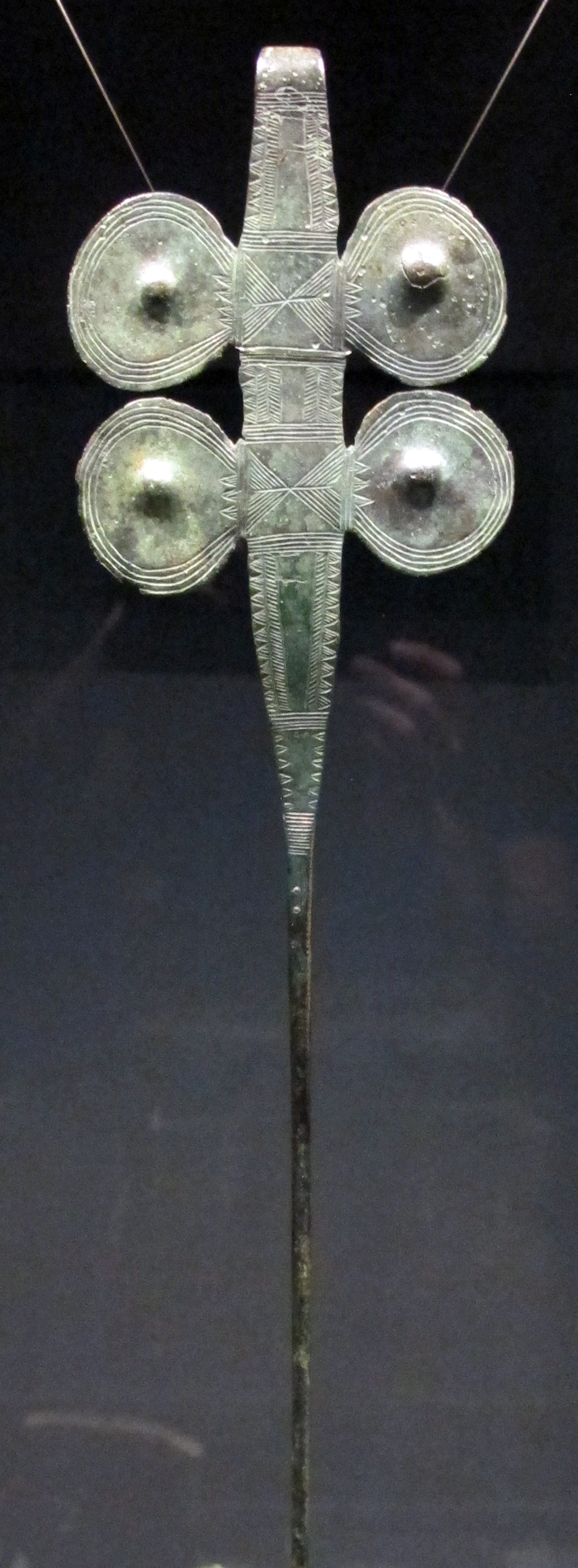
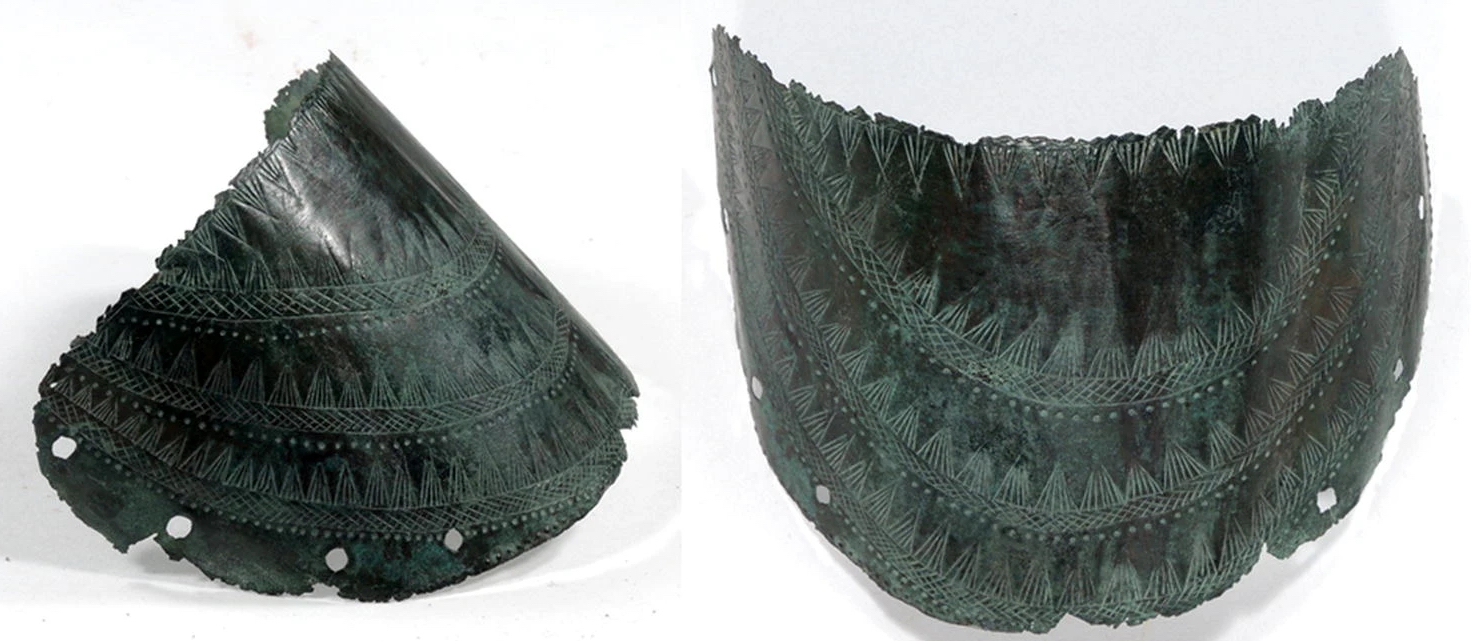
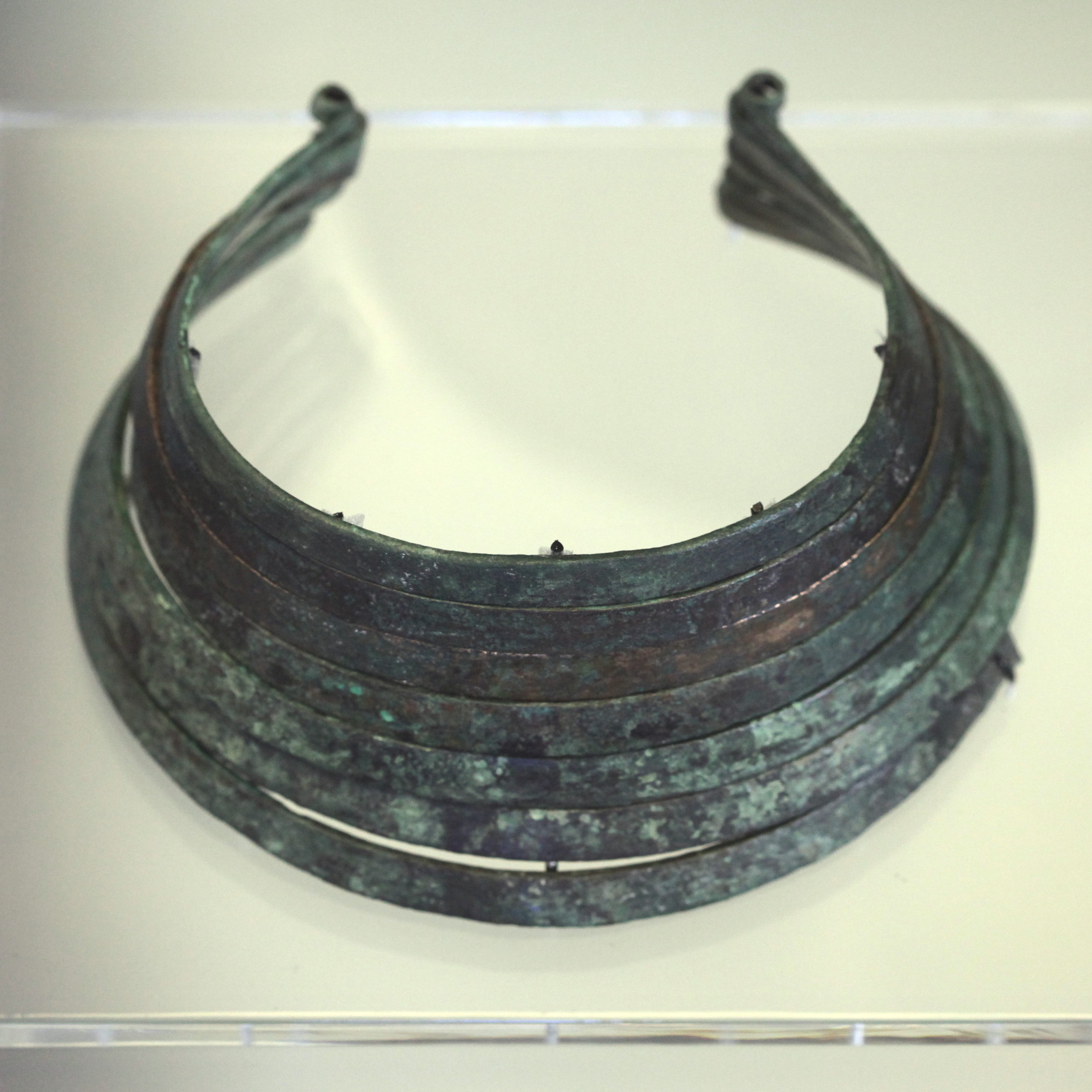
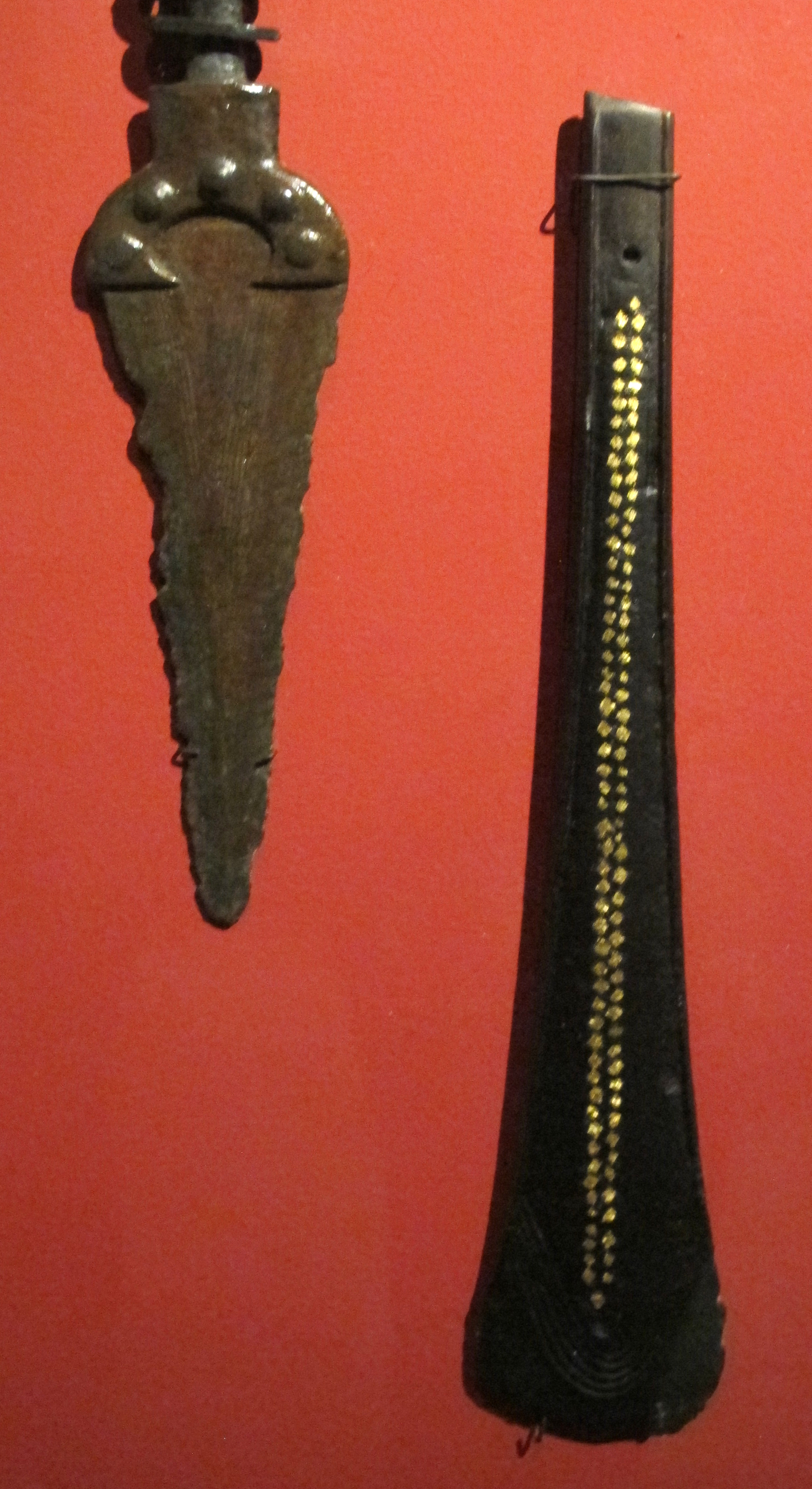